# バルフ・ベナセラフ
バルフ・ベナセラフ（Baruj Benacerraf, バールーフ・ベン＝アセラフ、 1920年10月29日 - 2011年8月2日）は、アメリカ合衆国の病理学者、医師。ベネズエラ・カラカス出身。

## 人物
モロッコ出身の父とアルジェ出身の母、いずれもセファルディムである両親のもとに生まれる。実弟は哲学者のポール・ベナセラフである。
1948年よりコロンビア大学医科大学院研究員、1956年よりニューヨーク大学、1968年よりアメリカ国立衛生研究所、1970年よりハーバード大学に勤務した。免疫応答遺伝子の発見者の一人。
コロンビア大学よりB.S.、バージニア医学校でM.D.を取得した。
1980年、ジャン・ドーセ、ジョージ・スネルと共にノーベル生理学・医学賞を受賞。1990年には、アメリカ国家科学賞も受賞。
2011年8月2日、アメリカ合衆国マサチューセッツ州ボストンの自宅で肺炎のため死去。90歳没。